# Agelasticus cyanopus
Agelasticus cyanopus е вид птица от семейство Трупиалови. Видът е незастрашен от изчезване.

## Разпространение
Разпространен е в Аржентина, Боливия, Бразилия и Парагвай.